# Antonio Montagnana
Pour les articles homonymes, voir Montagnana (homonymie).
Antonio Montagnana (fl. 1730-50, né à Venise) était un chanteur italien (voix de basse) du XVIIIe siècle, surtout connu pour sa collaboration avec Georg Friedrich Haendel, pour lequel  il a chanté dans plusieurs opéras. 
La première apparition documentée de Montagnana est en 1730, à Rome, et en 1731, il a chanté à Turin des  œuvres lyriques de Nicola Porpora, que l'on pense avoir été son professeur  de chant (tout comme celui du célèbre castrat Farinelli). 
Au cours de cette même année, il vint à Londres pour rejoindre la compagnie de Haendel où il a créé des rôles dans Ezio  et Sosarme, et chanté dans les reprises d' Admeto, Giulio Cesare, Flavio, et Poro. 
Au cours de la saison suivante, il créa le rôle de Zoroastro dans l'opéra Orlando et chanta les rôles de Polyphème dans Acis et Galatée, de Haman dans Esther (première  saison de l'oratorio) ;  il a aussi collaboré à des reprises de Tolomeo et Alessandro. La partie d'Abner, dans l'oratorio Athalia a été composée spécifiquement pour sa voix, comme l'ont été les rôles du grand Prêtre d'Israël et d'Abinoam dans Deborah. En 1733, cependant, il a quitté Haendel pour la compagnie rivale, l'Opéra de la Noblesse, ayant certainement rompu un contrat légal pour ce faire, imitant en cela ses collègues chanteurs Senesino et Francesca Bertolli.
Pour l'Opéra de la Noblesse, il a chanté dans des œuvres de Porpora, Hasse, Bononcini, et même dans un ancien opéra de Haendel, Ottone. En 1740, il s'installa à Madrid pour 10 ans, et y chanta dans de nombreux opéras et de nombreuses cantates à la chapelle royale.
Pendant les années 1730 Montagnana a été très acclamé comme un remarquable chanteur. Les pièces écrites pour lui à cette époque démontrent la maîtrise d'une tessiture basse, et un ambitus de plus de 2 octaves, mais en 1738 - quand il a chanté dans le Serse de Haendel, sa tessiture était devenue plus limitée. Au XVIIIe siècle, l'historien de la musique Charles Burney fait l'éloge de "la profondeur, la puissance, la suavité et la justesse précise de l'intonation dans l'exécution de grands intervalles" de Montagnana.